# تاكاشي هاتاكياما
تاكاشي هاتاكياما هو مجدف ياباني، (و. 1916 – 1998 م).

## وصلات خارجية
- تاكاشي هاتاكياما على موقع الاتحاد الدولي للتجديف (الإنجليزية)
- تاكاشي هاتاكياما على موقع اللجنة الأولمبية الدولية (الإنجليزية)
- تاكاشي هاتاكياما على موقع أوليمبيديا (الإنجليزية)